# Districte d'Hamirpur (Uttar Pradesh)
El districte d'Hamirpur és una divisió administrativa de l'estat d'Uttar Pradesh a l'Índia, a la divisió de Chitrakoot. La capital és Hamirpur. La superfície és de 4.121,9 km² i la població (1991) de 884.510 habitants.
Està dividit en quatre tehsils:
- Hamirpur
- Rath
- Maudaha
- Sarila

I set blocks de desenvolupament
- Kurara
- Kurara
- Sumerpur
- Maudaha
- Muskara
- Rath
- Gohand
- Sarila

En total hi ha 647 pobles però més de 100 estan deshabitats.
La part muntanyosa del districte va passar recentment al nou districte de Mahobha segregat d'Hamirpur. Els rius principals són el Yamuna que forma el límit nord del districte, el Betwa, el Dhasaan, Barma, Ken, Chindraval i Pandwaha. Al riu Barma hi ha una resclosa anomenada Swami Bramhananad Dam (Moudaha Dam). Al districte es troba un dels arbres més grans del món conegut com a Kalpa Vraksha i modernament com a Sequoia 

## Història
S'han trobat restes del Paleolític amb algunes eines de pedra. El poble ari dels chedis seria segons la tradició el primer que van entrar al districte i van formar el regne Chedi esmentat al Mahabharata; el rei Shishupal que governava Chedi fou mort per Krixna.
Les primeres notícies històriques corresponen a l'imperi Maurya i a l'imperi Sunga. Hi va governar Kanishka I vers el 78 al 128, però després d'aquest sobirà torna un període fosc fins a la meitat del segle iii quan Vindhyasakti (255-275) va pujar al poder i va fundar la dinastia Vakataka; el districte va quedar en mans d'aquesta dinastia i en part dels Bharsives, una branca dels Nagues que governaven entre Gwalior i Mathura a l'oest i Benarés i Mirzapur a l'est. A la meitat del segle IV la regió va passar als guptes que la van conservar fins al començament del segle vi. Després va estar en mans dels rajputs gaharwars, seguits pels parihars fins al segle ix.
Va ser després possessió dels chandeles (inici o meitat del segle ix) sota els que fou part d'una bukhti o província que va portar el nom de Jejakbhukti i corresponia aproximadament a la regió de Bundelkhand; la capital fou Mahoba, al sud del districte on els chandeles van deixar diverses edificacions notables les ruïnes de bona part de les quals es conserven encara; també van construir alguns llacs artificials. Al segle xi Hamira Deva, un rajput kalachuri d'Alwar, va fundar Hamirpur sota la protecció d'un ahir de nom Bunda el nom del qual persisteix en un poble proper anomenat Bundapur. Com que no va tenis fills mascles, Hamira Deva va adoptar al fill de la seva filla, Ram Singh que es va casar amb la filla d'un rajput d'Amlar (Districte de Banda) i va rebre com a dot la part oriental de la comarca de Maudaha. Hamira Deva va construir un fort del que encara queden les ruïnes. Parmal Deva, un successor, fou derrotat el 1182 per Prithwi Raj, el sobirà chahuan de Delhi; els chandeles van abandonar Mahoba i es van establir a la fortalesa de Kalinjar. Poc després del 1200 Mahoba fou conquerida per Qutb-ad-Din Àybak i en endavant fou generalment possessió directe o feudal dels musulmans amb poques aturades.
Més tard la regió va passar als bundeles. Sota Akbar el Gran va quedar repartit entre dues subes: les parganes de Mahoba, Mulkira, Maudaha i Sumerpur i altres territoris foren inclosos a la pargana dels Tres Mahals (Maudaha, Khandela i Mahobha) dins el cercle (sirkar) de Kalinjar de la suba d'Allahabad; la resta del districte va pertànyer als mahals de Rath, Khandaut, Kharela i Hamirpur dins el sirkar de Kalpi a la suba d'Agra. Els bundeles es creu que van conservar el poder local en alguns llocs. Sota Aurangzeb, Chhatra Sal, el cap dels bundeles, va iniciar operacions militars i el 1671 va estendre el seu poder a tot el país a l'est del riu Dhasan, completant les seves conquestes amb l'ocupació de la fortalesa de Kalinger o Kalinjar vers 1680; tot el districte va quedar en les seves mans.
El 1721, Muhammad Khan Bangash, conegut com el nawab de Farrukhabad, fou nomenat governor d'Allahabad. Va lluitar obstinadament contra els bundeles fins que el 1728 aconseguí el domini del districte; però el març de 1729 es va presentar el peshwa maratha Baji Rao, i les victòries de Muhammad Khan van ser llavors derrotes. Raja Chhatra Sal fou restaurat en els seus dominis amb ajut maratha; per assegurar el suport dels marathes sense els quals el seu poder s'hauria esvaït, poc abans de la seva mort (que es va produir el 1734) va cedir un terç de les seves possessions al peshwa Baji Rao, amb la condició que els seus hereus i successors serien mantinguts pels marathes en possessió de la resta. El districte va correspondre a la part heretada pel seu fill Jagat Raj. En els següents 70 anys hi va haver diverses lluites successòries; els prínceps bundeles tenien l'oposició dels caps marathes i el 1790 Ali Bahadur, un descendent il·legítim del peshwa que havia aconseguit el poder com a nawab de Banda, es va apoderar d'una part del posterior districte d'Hamirpur.
En el tractat de Bassein (1802), els marathes van haver de cedir diversos territoris, entre els quals el districte d'Hamirpur, a la Companyia Britànica de les Índies Orientals. Kalpi fou ocupada pels britànics i tot el Bundelkhand va acabar a les seves mans i es va formar el districte d'aquest nom que va existir fins al març de 1819, quan es va dividir en dos: Nothern Bundelkhand o Kalpi, i South Bundelkhand o Banda. El 1821 la capital del primer fou traslladada de Kalpi a Hamirpur. El 1823 Hamirpur fou constituïda en districte separat.
Una part del territori del districte havia estat donada el 1802 a Himmat Bahadur, príncep fidel als britànics; la ciutat de Mahoba i rodalia va quedar en mans dels pandits de Jalaun fins a la mort del seu darrer representant el 1840 quan segons la norma del lapse, va passar als britànics per manca d'hereu directe; la pargana de Jaitpur fou governada pels descendents de Chhatarsal (Chhtar Sal) fins al 1842, quan el darrer raja, després d'unes derrotes britàniques a l'Afganistan, es va revoltar però fou fàcilment derrotat sent capturat i deposat; se'l va enviar a Cawnpore, on va rebre una pensió de dos mil rúpies al mes i Jaitpur fou entregada a un altre príncep que va assolir el govern fins a la seva mort sense descendents el 1849 sent els seus territoris integrats al districte. El districte va patir les fams de 1813 - 1814, 1819, 1833 - 1834 i 1837 - 1838
El 13 de juny de 1857 es va revoltar la infanteria nativa a Hamirpur i el 14 de juny es van produir matances d'europeus (només un es va salvar); els prínceps natius van reclamar els territoris i van saquejar les principals ciutats. Només el raja de Charkhari es va mantenir fidel; quan es va acostar a Mahoba el general Whitlock, el raja hi va donar suport; el setembre de 1858 Mahoba fou ocupada pels britànics i el fort de Srinagar fou destruït; la guerrilla a les muntanyes del Bundelkhand fou de curta durada i finalment la regió va quedar pacificada. Una gran escassetat seguida de fam va afectar el districte entre 1894 i 1897.
Les restes chandeles principals del districte són a Mahoba, però el temple millor i més gran és el de Markabai a uns 12 km.
Al final del segle xix el districte tenia 5.928 km², amb 7 ciutats i 756 pobles. La població era:
- 1872: 529.137
- 1881: 507.337
- 1891: 513.720
- 1901: 458.542 (per les fams de 1895-1897)

Administrativament estava dividit en cinc tehsils: Hamirpur, Rath, Kulpahar, Mahoba i Maudaha.
Les ciutats principals eren Rath, Mahoba i Hamirpur. La llengua principal és l'hindi, dialecte bundela barrejat amb bagheli. Castes principals són els chamars, lodhis o lodhes, bramans, ahirs, rajputs i kachhis. El 64% de la població vivia de l'agricultura. La immensa majoria de la població és hindú.